# 王氏故宅
王氏故宅为位于中国安徽省黄山市歙县徽城镇大北街100号的一处民居建筑，属古徽州府城内，原属出身中医世家、曾任安徽省卫生厅副厅长的王任之，1988年赠予歙县中医院。该建筑始建于清代，占地面积373.91平方米，坐东朝西，主楼三进三开间，附设门前坦、后院及厨房、偏房等，造型简朴大方，呈典型的徽派建筑风格。2010年修缮，目前兼有中医门诊部、王任之纪念室、新安医学史展室、中药标本陈列室和文化旅游景点的功能。